# Güterabwägung
Die Güterabwägung ist eine Methode des Rechtes und der Ethik. Sie kommt immer dort zur Anwendung, wo zwei oder mehr gleichwertige Güter (Rechtsgüter) nicht gleichzeitig verwirklicht werden können und somit eine Kollision vorliegt.

## Recht
Die im Grundgesetz der Bundesrepublik Deutschland aufgeführten Grundrechte sind in ihrer Bedeutung gleichgewichtig. Wegen ihrer Gleichwertigkeit können sie in bestimmten Fällen in Kollision miteinander geraten. Dann müssen die Rechtsgüter in Gegenüberstellung daraufhin untersucht werden, welchem Recht im Einzelfall der Vorrang einzuräumen ist; hierbei ist die Wertigkeit der in Konflikt geratenen Rechte für den konkreten Fall sowie das Für und Wider der Beschränkung eines der Grundrechte abzuwägen.
Ein klassischer Fall von Gleichwertigkeit der Rechte, die miteinander kollidieren und die 1971 eine Entscheidung des Bundesverfassungsgerichts (BVerfG) nötig machten,  waren die Kunstfreiheit des Artikel 5 Absatz 3 GG und das Recht der persönlichen Ehre, das seinen Ausfluss in Artikel 2 Absatz 1 GG (Persönlichkeitsrecht) hat. In der sogenannten Mephisto-Entscheidung entschied das BVerfG, dass die eigentlich schrankenlos gewährte Freiheit der Kunst in dem Fall hinter das Recht der persönlichen Ehre des verstorbenen Intendanten Gustaf Gründgens zurücktreten müsse.
Aber auch in Fällen, in denen die kollidierenden Rechtsgüter vom Verfassungswortlaut her nicht gleichwertig  zu sein scheinen, bemüht das BVerfG in zunehmendem Maße das Konstrukt der Güterabwägung. In seiner Mutzenbacher-Entscheidung aus dem Jahr 1990 subsumierte es den Jugendschutz, von Verfassungs wegen eigentlich eine Schranke nur des Artikel 5 Absatz 1 (Meinungsfreiheit, Informations- und Pressefreiheit), unter Artikel 2 Absatz 1 GG als Recht von Kindern und Jugendlichen auf ungestörte persönliche Entwicklung, das im Einzelfall auch die Kunstfreiheit beschränken könne.

## Zitate
„Die rationale Güterabwägung und vernünftige Entscheidung in Zielkonflikten nach Gesichtspunkten des Eigenwohls, des Gemeinwohls und der Gerechtigkeit gehört zu den primären Leistungen einer erfahrungsorientierten sittlichen Urteilskraft.“